# Časiv Jar
Časiv Jar (in ucraino Часів Яр?; in russo Часов Яр?, Časov Jar) è una città dell'Ucraina (12 250 abitanti) situata nel distretto di Bachmut, nell'oblast' di Donec'k. Ospita l'amministrazione della comunità territoriale di Časiv Jar, una delle comunità territoriali dell'Ucraina.

## L'invasione russa dell'Ucraina del 2022
La città, estesa su un'area elevata importante tatticamente per la protezione di Kostjantynivka, è stata bombardata il 10 luglio del 2022. Sono stati colpiti edifici residenziali e l'attacco ha provocato 15 morti tra i civili. Durante la battaglia di Bachmut e a dopo la presa russa della città, Časiv Jar è stata sottoposta a incessanti e quotidiani bombardamenti da parte dell'Esercito russo che l'hanno ridotta in macerie.
Dopo la caduta di Bachmut nel maggio 2023, l'esercito ucraino ha formato una efficiente area fortificata a protezione di Časiv Jar che in un primo momento ha fermato ogni ulteriore avanzata russa; i russi, quindi, hanno subito pesanti perdite e sono stati costretti a passare sulla difensiva durante la controffensiva ucraina dell'estate 2023. Dopo il fallimento finale degli attacchi ucraini e una lunga fase di guerra statica alla periferia orientale della città, le truppe russe hanno iniziato una attacco sistematico a Časiv Jar a partire dall'aprile 2024. La battaglia è continuata fino alla fine dell'anno 2024 con continui combattimenti, accaniti e sanguinosi; gli ucraini si sono difesi con efficacia sfruttando le caratteristiche del terreno, solcato da nord a sud dal canale del Donec. I russi, nonostante le continue perdite, hanno guadagnato lentamente terreno, occupando prima il quartiere cittadino a est del canale e quindi, dopo aver attraversato il canale, attaccando i quartieri occidentali e raggiungendo il centro della città. A dicembre 2024-gennaio 2025 gli scontri più violenti e sanguinosi si sono svolti nell'area industriale, compresa l'importante fabbrica di mattoni refrattari che, da quanto sembra, i paracadutisti russi hanno conquistato dopo aspri combattimenti alla metà di gennaio 2025. 
Il 31 luglio 2025, il Ministero della Difesa russo ha riportato che l'esercito di Mosca avrebbe conquistato interamente la città.